# Jules Bordet
Jules Bordet (francès: Jules Jean-Baptiste Vincent Bordet)  (Soignies, 13 de juny de 1870 - Brussel·les, 6 d'abril de 1961) fou un immunòleg, microbiòleg i professor universitari belga guardonat amb el Premi Nobel de Medicina o Fisiologia l'any 1919.

## Biografia
Va néixer el 13 de juny de 1870 a la ciutat de Soignes, situada a la província d'Hainaut. Va estudiar medicina a la Universitat de Brussel·les, on es doctorà el 1892. El 1894 aconseguí entrar a treballar a l'Institut Pasteur de París, treballant al costat d'Ilià Mètxnikov, i el 1900 fou el responsable de dirigir la secció de l'Institut acabada de fundar a Brussel·les.
El 1907 fou nomenat professor de bacteriologia a la Universitat de Brussel·les. Bordet morí el 6 d'abril de 1961 a la ciutat de Brussel·les.

## Recerca científica
Durant la seva estada a l'Institut Pasteur ajudà a Ilià Mètxnikov en la seva recerca sobre la fagocitosi dels bacteris sobre els leucòcits i va descriure l'hemòlisi evocada per l'exposició del sèrum de la sang a una cèl·lula forana.
Al costat d'Octave Gengou fou el descobridor del bacil que produeix la tos ferina, bacil anomenat en el seu honor Bordetella pertussis, i va desenvolupar una vacuna contra la malaltia. Posteriorment realitzà investigacions sobre la immunologia, basada en els anticossos, desenvolupant factors bactericides presents en el sèrum i desenvolupant el mètode El sistema del complement.
L'any 1919 li fou concedit el Premi Nobel de Medicina o Fisiologia per la seva recerca al voltant de la immunologia.

## Premis i honors
El març de 1916, va ser elegit membre estranger de la Royal Society i el 1930, van pronunciar la seva Croonian Lecture. En aquesta conferència, Bordet també va concloure que els bacteriófags, els bacteris -Matar els "virus invisibles" descoberts per Felix d'Herelle no existien i que els bacteris es destruïen mitjançant un procés de autòlisi. Aquesta teoria es va esfondrar el 1941 amb la publicació per part de Ruska de les primeres imatges de bacteriòfags al microscopi electrònic.
- 1919: Membre de la Reial Acadèmia de Ciències, Lletres i Belles Arts de Bèlgica.[5]
- 1921: guardonat amb el Premi Cameron de Terapèutica de la Universitat d'Edimburg.